# Pavel Skrbek
Pavel Skrbek, född 9 augusti 1978 i Kladno, Tjeckien, Tjeckoslovakien
är en tjeckisk ishockeyspelare (back).
Skrbek spelar just nu för tjeckiska HC Olomouc. I Svenska hockeyligan har han tidigare representerat Luleå HF, Mora IK, Skellefteå AIK och Frölunda HC. 
Skrbek draftades av Pittsburgh Penguins i andra rundan av 1996 års NHL Entry Draft. I Nordamerika lyckades han aldrig etablera sig i NHL, utan tillbringade största delen av sina år i dess farmarliga AHL.